# 미시마 유키오 상

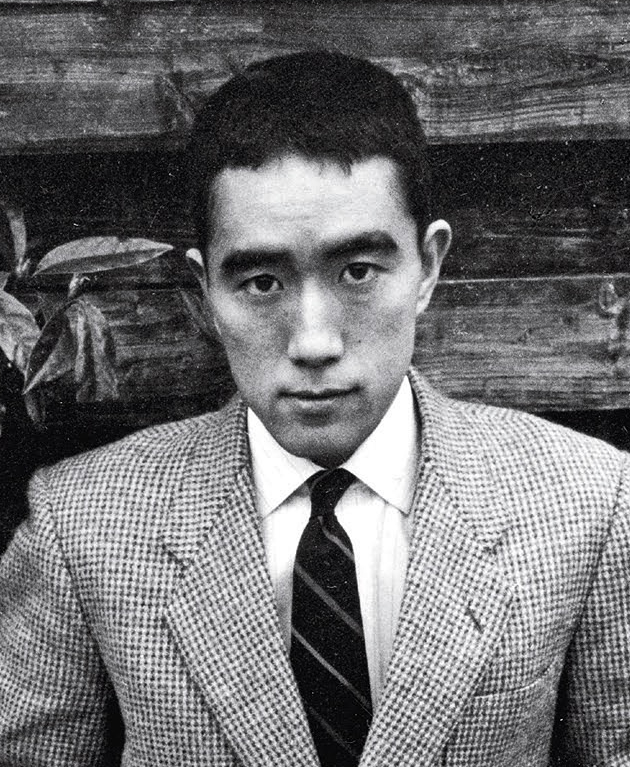
1955년 미시마 유키오의 초상화.

미시마 유키오상 (三島由紀夫賞, Mishima Yukio Shō)은 매년 수여되는 일본 문학상이다. 1988년 작가 미시마 유키오를 기리기 위해 제정되었다. 미시마 유키오상은 "문학의 미래를 위한 새로운 지평을 여는" 작품을 명시적으로 대상으로 하며, 수상작들은 전통적인 아쿠타가와 류노스케상 수상작들보다 실험적인 경향이 있다. 1988년 같은 후원자가 대중 문학과 장르 소설을 인정하기 위해 제정한 야마모토 슈고로상과 같은 연례 시상식에서 수여된다.

## 수상자
이 상의 후원사인 신초샤는 수상 후보 및 수상자 정보의 공식 기록을 관리하고 있다.
|    | 연도 | 수상자             | 수상작 |
| -- | ---- | ------------------ | --- |
| 1  | 1988 | 다카하시 겐이치로  | Yūga de Kanshōteki na Nippon Yakyū (優雅で感傷的な日本野球)                                                              |
| 2  | 1989 | 오카 아키라        | Tasogare no Sutōmu Shīdingu [Storm Seeding] (黄昏のストーム・シーディング)                                               |
| 3  | 1990 | 히사마 주기        | Seikimatsu Geigeiki (世紀末鯨鯢記)                                                                                       |
| 4  | 1991 | 사에키 가즈미      | A Loose Boy (ア・ルース・ボーイ, A Rūsu Bōi)                                                                             |
| 5  | 1992 | 해당 작품 없음     | |
| 6  | 1993 | 구루마타니 초키쓰  | Shiotsubo no Saji (塩壺の匙)                                                                                             |
| 6  | 1993 | 후쿠다 가즈야      | Nihon no kakyō (日本の家郷)                                                                                              |
| 7  | 1994 | 쇼노 요리코        | Nihyakkaiki (二百回忌)                                                                                                   |
| 8  | 1995 | 야마모토 마사요    | Midori-iro no Nigotta Ocha Arui wa Kōfuku no Sampo-michi (緑色の濁ったお茶あるいは幸福の散歩道)                          |
| 9  | 1996 | 마쓰우라 히사키    | [[[오리쿠치 시노부]] 론] 오류: {{nihongo}}: transliteration text not Latin script (pos 3: 오) (도움말) (折口信夫論)      |
| 10 | 1997 | 히구치 사토루      | Sangen no Yūwaku: Kindai Nihon Seishin-shi Oboe-gaki (三絃の誘惑 近代日本精神史覚え書)                                   |
| 11 | 1998 | 고바야시 교지      | Kabuki no Hi (カブキの日)                                                                                                |
| 12 | 1999 | 스즈키 세이고      | Rokkun rōru [Rock’n’Roll] mishin (ロックンロールミシン)                                                                  |
| 12 | 1999 | 호리에 도시유키    | Oparaban (おぱらばん) |
| 13 | 2000 | 호시노 도모유키    | “Wake Up,” Sings the Mermaid (目覚めよと人魚は歌う, Mezameyo to Ningyo wa Utau)                                          |
| 14 | 2001 | 아오야마 신지      | EUREKA (소설) |
| 14 | 2001 | 나카하라 마사야    | Bouquets of Flowers Everywhere (あらゆる場所に花束が……, Arayuru Basho ni Hanataba ga......)                              |
| 15 | 2002 | 오노 마사쓰구      | Boat on a Choppy Bay (にぎやかな湾に背負われた船, Nigiyaka na Wan ni Seowareta Fune)                                     |
| 16 | 2003 | 마이조 오타로      | Asura Girl (阿修羅ガール, Ashura Gāru)                                                                                   |
| 17 | 2004 | 야하기 도시히코    | La-la-la Child of Science (ららら科學の子, Rarara Kagaku no Ko)                                                          |
| 18 | 2005 | 카시마다 마키      | Love at 6,000 Degrees Celsius (六〇〇〇度の愛, Rokusendo no Ai)                                                          |
| 19 | 2006 | 후루카와 히데오    | LOVE |
| 20 | 2007 | 사토 유야          | 1000 Novels and Backbeard (1000の小説とバックベアード, Sen no Shōsetsu to Bakkubeādo)                                    |
| 21 | 2008 | 다나카 신야        | The Broken Chain (切れた鎖, Kireta Kusari)                                                                               |
| 22 | 2009 | 마에다 시로        | Merman in Summer Waters (夏の水の半魚人, Natsu no Mizu no Hangyojin)                                                     |
| 23 | 2010 | 아즈마 히로키      | Quantum Families (クォンタム・ファミリーズ, Kwontamu Famirīzu)                                                           |
| 24 | 2011 | 이마무라 나쓰코    | Amiko Here (こちらあみ子, Kochira Amiko)                                                                                 |
| 25 | 2012 | 아오키 준고        | Watashi no Inai Kōkō (私のいない高校)                                                                                    |
| 26 | 2013 | 무라타 사야카      | Of Bones, of Body Heat, of Whitening City (しろいろの街の、その骨の体温の, Shiro-iro no Machi no, Sono Hone no Taion no) |
| 27 | 2014 | 모토야 유키코      | Jibun o Suki ni Naru Hōhō (自分を好きになる方法)                                                                         |
| 28 | 2015 | 우에다 다카히로    | My One True Love (私の恋人, Watashi no koibito)                                                                          |
| 29 | 2016 | 하스미 시게히코    | Hakushaku fujin (伯爵夫人)                                                                                               |
| 30 | 2017 | 미야우치 유스케    | Garden of Kabul (カブールの園, Kabul no Sono)                                                                            |
| 31 | 2018 | 고야타 나쓰키      | Mugen no Gen (無限の玄)                                                                                                  |
| 32 | 2019 | 미쿠니 미치코      | Ikarekoro (いかれころ)                                                                                                   |
| 33 | 2020 | 우사미 린          | Kaka (かか) |
| 34 | 2021 | 노리시로 유스케    | Tabi Suru Renshū (旅する練習)                                                                                            |
| 35 | 2022 | 오카다 도시키      | Burokkorī Reboryūshon (ブロッコリー・レボリューション)                                                                   |
| 36 | 2023 | 아사히나 아키      | Shokubutsu Shōjo (植物少女)                                                                                              |
| 37 | 2024 | 오타 스테파니 칸토 | Midori Iseki (みどりいせき)                                                                                              |

## 선정 위원회 위원
- 1회부터 4회까지: 오에 겐자부로, 에토 준, 나카가미 겐지, 쓰쓰이 야스타카, 미야모토 데루
- 5회부터 8회까지: 이시하라 신타로, 에토 준, 다카하시 겐이치로, 쓰쓰이 야스타카, 미야모토 데루
- 9회부터 12회까지: 아오노 소, 이시하라 신타로, 에토 준, 쓰쓰이 야스타카, 미야모토 데루
- 13회부터 20회까지: 시마다 마사히코, 다카기 노부코, 쓰쓰이 야스타카, 후쿠다 가즈야, 미야모토 데루
- 21회부터 24회까지: 오가와 요코, 가와카미 히로미, 쓰지하라 노보루, 히라노 게이치로, 마치다 고
- 현 위원: 가와카미 히로미, 다카무라 가오루, 쓰지하라 노보루, 히라노 게이치로, 마치다 고

## 영어 번역본

### 후보작
- 1988년 (1회) - 요시모토 바나나, 키친
- 1994년 (7회) - 마쓰우라 리에코, The Apprenticeship of Big Toe P (마이클 에머리히 번역, 고단샤 USA, 2010)
- 2003년 (16회) - 다케모토 노바라, Emily (미사 디켄질 린드버그 번역, 슈에이샤 영어판, 2013)[9]

### 수상작
- 2003년 (16회) - 마이조 오타로, Asura Girl (스티븐 스나이더 번역, 하이카소루, 2014, ISBN 9781421581293)

## 내용주
1. ↑  Fukue, Natsuko (2012년 2월 14일). “Literary awards run spectrum”. 《재팬 타임스》. 2018년 8월 20일에 확인함.
2. ↑  “Mishima Yukio Prize”. 《Books from Japan》. 2016년 12월 12일에 원본 문서에서 보존된 문서. 2018년 8월 20일에 확인함.
3. ↑  Kikuchi, Daisuke (2016년 5월 16일). “Crime and thriller writer Kanae Minato named winner of Yamamoto Shugoro Prize”. 《재팬 타임스》. 2018년 8월 23일에 확인함.
4. ↑  三島由紀夫賞 [Mishima Yukio Prize] (일본어). 신초샤. 2018년 8월 20일에 확인함.
5. ↑  “Novel depicting Japanese-Americans' struggles wins Mishima Yukio literary prize”. 《마이니치 신문》. 2017년 5월 20일. 2018년 8월 20일에 확인함.
6. ↑  三島賞に古谷田奈月さん、山本賞は小川哲さん. 《아사히 신문》 (일본어). 2018년 5월 16일. 2020년 6월 5일에 원본 문서에서 보존된 문서. 2018년 8월 20일에 확인함.
7. ↑  “三島由紀夫賞に「いかれころ」、山本周五郎賞は「平場の月」 受賞作品決まる”. 《마이니치 신문》. 2019년 5월 15일. 2019년 5월 19일에 확인함.
8. ↑  “第33回三島由紀夫賞に宇佐見りんさん「かか」、山本周五郎賞に早見和真さん「ザ・ロイヤルファミリー」”. 《book.asahi.com》 (일본어). 2020년 9월 17일. 2020년 10월 14일에 확인함.
9. ↑  Emily - A Novel by Novala Takemoto (Shueisha English Edition) 보관됨 2013-12-12 - 웨이백 머신

## 같이 보기
- 일본 문학상 목록